# Karol Borja
Karol Borja (ur. 26 maja 1980) – peruwiańska lekkoatletka, tyczkarka.
Złota medalistka igrzysk boliwaryjskich (1997). 
Uczestniczka mistrzostw Ameryki Południowych w kategoriach seniorów i juniorów.
Była rekordzistka kraju.